# Zakarias Tallroth
Zakarias Tallroth (15 listopada 1985) – szwedzki zapaśnik walczący w stylu klasycznym. Dwukrotny uczestnik mistrzostw świata, brązowy medalista w 2015. Zajął trzynaste miejsce na mistrzostwach Europy w 2017.
Dziesiąty na igrzyskach europejskich w 2015. Szósty w Pucharze Świata w 2015. Zdobył trzy medale na mistrzostwach nordyckich w latach 2014 - 2017.
Mistrz Szwecji w 2015 roku.